# Asperula subsimplex
Asperula subsimplex är en måreväxtart som beskrevs av Joseph Dalton Hooker. Asperula subsimplex ingår i släktet färgmåror, och familjen måreväxter. Inga underarter finns listade i Catalogue of Life.